# Place Élisabeth-Dmitrieff
La place Élisabeth-Dmitrieff est une place située dans le quartier des Arts-et-Métiers du 3e arrondissement de Paris.

## Situation et accès

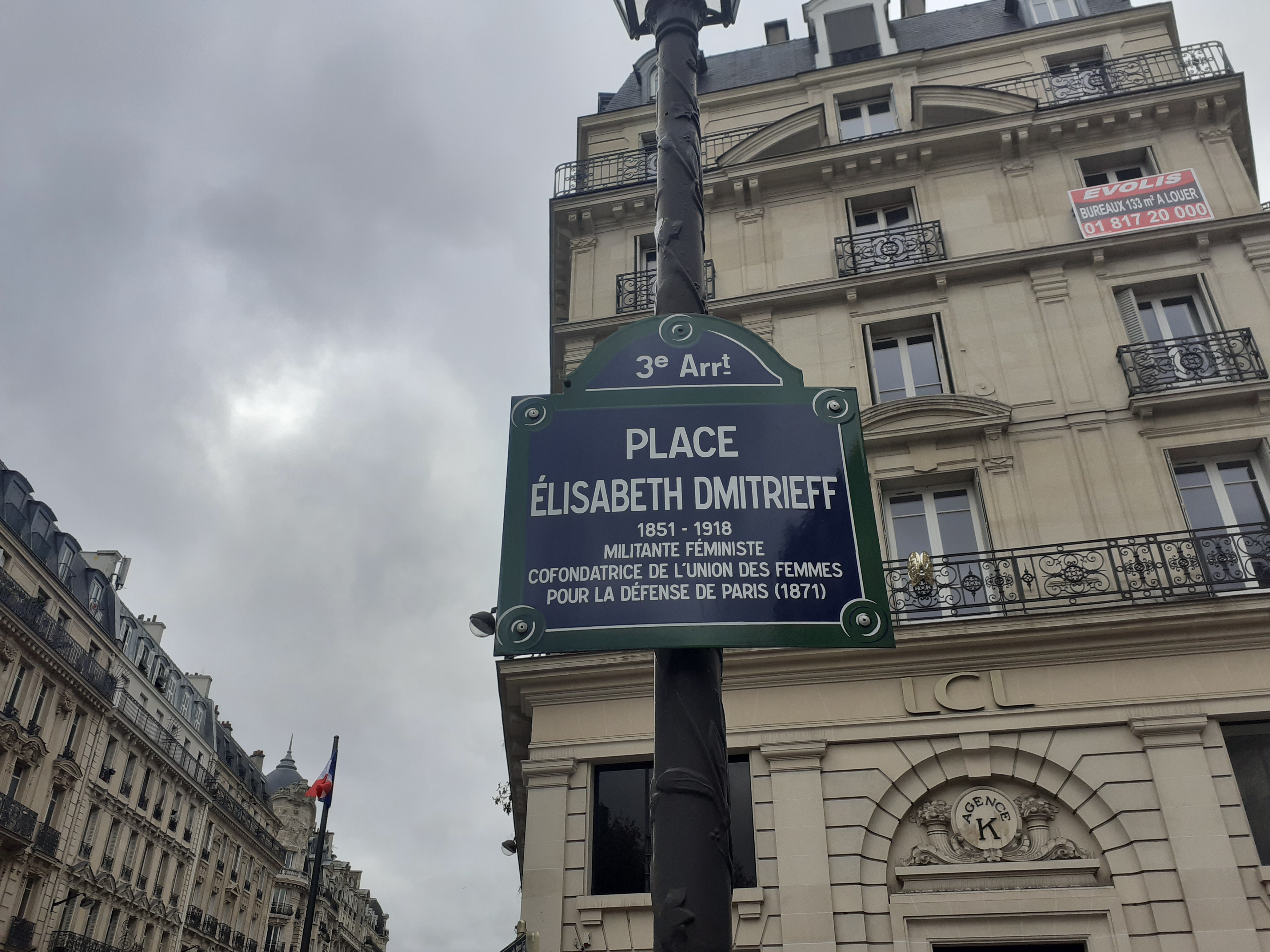
Plaque de la rue et immeubles hausmanniens.

Elle est située à l'intersection de la rue de Turbigo et de la rue du Temple, près de la place de la République.
Ce site est desservi par la station de métro Temple. Sur la place, un entourage Guimard pour l'accès à cette station fait l'objet d'une inscription au titre des monuments historiques depuis le 29 mai 1978.

## Origine du nom
Elle est nommée en l'honneur d'Élisabeth Dmitrieff (Elisavieta Koucheleva, 1851-1910), une féministe et militante socialiste russe qui participa à la Commune de Paris en 1871.

## Historique
La place porte ce nom par arrêté du Conseil de Paris en date du 8 mars 2007.
Elle occupe l'emplacement d'une partie du couvent des Pères de Nazareth.